# Gerard Józef Feige
Gerard Józef Feige (ur. 3 lipca 1906 w Kępnie, zm. wiosną 1940 w Charkowie) – powiatowy inspektor Straży Pożarnej, podporucznik piechoty rezerwy Wojska Polskiego, uczestnik kampanii wrześniowej, ofiara zbrodni katyńskiej.

## Życiorys
Urodził się 3 lipca 1906 w Kępnie, w rodzinie Józefa i Antoniny z Grütznerów. Absolwent gimnazjum w Kępnie i Szkoły Podchorążych Rezerwy Piechoty, student Wyższej Szkoły Handlowej. Osiadł się w Żninie, gdzie podjął pracę na stanowisku powiatowego inspektora Straży Pożarnej. Jako rezerwista został w 1931 przydzielony do 29 pułku piechoty, w którym w latach 1933, 1935 i 1937 odbywał ćwiczenia jako dowódca plutonu. Na stopień podporucznika rezerwy został mianowany ze starszeństwem z 1 stycznia 1934 i 2029. lokatą w korpusie oficerów piechoty. Zmobilizowany latem 1939. 

W trakcie kampanii wrześniowej 1939 przebywał na terenach zajętych po agresji ZSRR na Polskę. W nieznanych okolicznościach dostał się do niewoli sowieckiej. Umieszczono go w obozie jenieckim w Starobielsku. Wiosną 1940 został zamordowany przez funkcjonariuszy NKWD w Charkowie i pogrzebany potajemnie w bezimiennej mogile zbiorowej w Piatichatkach, gdzie od 17 czerwca 2000 mieści się oficjalnie Cmentarz Ofiar Totalitaryzmu w Charkowie. Figuruje na Liście Starobielskiej NKWD, pod poz. 3449.
5 października 2007 minister obrony narodowej Aleksander Szczygło mianował go pośmiertnie na stopień porucznika. Awans został ogłoszony 9 listopada 2007 w Warszawie, w trakcie uroczystości „Katyń Pamiętamy – Uczcijmy Pamięć Bohaterów”.